# 塞莫克贝里语
塞莫克贝里语是马来西亚彭亨、登嘉楼一种南亚语系语言，属于塞梅莱语支，与塞梅莱语、特莫克语、马赫梅里语属于同一分类。2014年，Nicole Kruspe发表了对Semaq Beri语言的初步描述。